# サラマンダー・ファクトリー
有限会社サラマンダー・ファクトリーは、日本のゲーム音楽制作会社である。

## 主な担当作品
- スーパーロボット大戦シリーズ
  - スーパーロボット大戦α
  - スーパーロボット大戦α外伝
  - 第2次スーパーロボット大戦α
  - 第3次スーパーロボット大戦α 終焉の銀河へ
  - スーパーロボット大戦Z
  - 第2次スーパーロボット大戦Z 破界篇
  - 第2次スーパーロボット大戦Z 再世篇
  - 第3次スーパーロボット大戦Z 時獄篇
  - 第3次スーパーロボット大戦Z 天獄篇
  - 第3次スーパーロボット大戦Z 連獄篇
  - スーパーロボット大戦ORIGINAL GENERATION
  - スーパーロボット大戦ORIGINAL GENERATION2
  - スーパーロボット大戦OG ORIGINAL GENERATIONS
  - スーパーロボット大戦OG外伝
  - 第2次スーパーロボット大戦OG
  - スーパーロボット大戦OG ダークプリズン
  - スーパーロボット大戦OG ムーン・デュエラーズ 一部楽曲（新規作成はなし）
  - 無限のフロンティア スーパーロボット大戦OGサーガ
  - 無限のフロンティアEXCEED スーパーロボット大戦OGサーガ
  - スーパーロボット大戦UX ※音声担当
  - スーパーロボット大戦（リメイク版）
  - スーパーロボット大戦V 一部楽曲（新規作成はなし）
  - スーパーロボット大戦X 一部楽曲（新規作成はなし）
  - スーパーロボット大戦T 一部楽曲（新規作成はなし）
- スーパーヒーロー作戦 ダイダルの野望
- ZOIDS SAGAシリーズ
  - ZOIDS SAGA
  - ZOIDS SAGA II
- PROJECT X ZONE
- PROJECT X ZONE 2:BRAVE NEW WORLD ※効果音担当
- THE 密室からの脱出シリーズ
- 密室のサクリファイス
- RPGツクール4
- 星霜のアマゾネス